# Kyra Panagia
Kyra Panagia (en griego: Κυρά Παναγιά) es una isla griega en las Espóradas. Que administrativamente pertenece al municipio de Alonnisos en la Prefectura de Magnesia. La isla es también conocida por el nombre de Pelagos y en raras ocasiones Pelagonisi. En la antigüedad era conocida como Ephthyros (Έφθυρος) y Polyaigos (Πολύαιγος). Una bahía en el suroeste de la isla se llama Agios Petros. 
Kyra Panagia ha pertenecido al monasterio de Megisti Lavra del monte Athos desde hace siglos, al cual le fue concedida la isla por el emperador bizantino Nicéforo II Focas en el año 963. En la costa este de la isla hay un monasterio, en la actualidad en proceso de restauración y habitado por un solo monje.